# Chata PTTK Murowaniec
Chata PTTK Murowaniec (polsky Schronisko PTTK „Murowaniec”) je turistická chata postavená na Hali Gąsienicowej v Dolině Gąsienicowe v polské části Vysokých Tater. Stojí ve výši 1500 m n. m.. Obhospodařuje ji Polský turisticko-vlastivědný spolek. Nabízí 120 míst na přenocování.

## Z historie
Chatu postavili v letech 1921–1925. O její výstavbu se zasloužil Stanisław Osiecki, předseda varšavské sekce Polskiego Towarzystwa Tatrzańskiego a vicemaršálek Sejmu. Chatu postavili vojáci polské armády. V letech 1950–1951 bylo dobudováno západní křídlo chaty a byl zrekonstruován interiér. Chatu v roce 1963 částečně poškodil požár. V následujícím roce ji opravili, ale bez populární podkrovní části nazvané „Trumną“. Od roku 1983 je chatařem Andrzej Kusion, člen záchranného týmu GOPR a TOPR, který řídil přestavbu chaty.

## Turistika
Na chatu vede několik turistických stezek:
- po modré značce z Kuźnic v Zakopanom přes Boczań, Skupniów Upłaz na Przełęcz między Kopami (slovensky Sedlo medzi Kopami) na chatu a odtud k plesu Czarny Staw Gąsienicowy a na Zawrat.
  - délka túry z Kuźnic na chatu: 2 h, ↓ 1:35 h
  - délka túry z chaty na Zawrat: 2:20 h, ↓ 1:50 h
- Na Przełęcz między Kopami vede též turistická stezka po  žluté značce vedouci z Kuźnic údolím doliny Jaworzynka. Délka túry z Kuźnic na chatu s pokračováním po  modré značce: 2 h (↓ 1:35 h)
- Turistická značka černá po cestě Oswalda Balzera v Brzezinach přes Psiu Trawku. Délka túry: ↓1:45 h, ↑ 2:15 h
- po zelené značce přes Wierchporoniec a přes Rówień Waksmundzku, Gęsiu Szyju a Rusinowu Polanu. Délka túry: 3:50 h, s návratem 4:15 h
- po žluté značce z Kasprovho vrchu přes Roztoku Stawiańsku na chatu, odtud do Doliny Pańszczycą na sedlo Krzyżne.
  - Délka túry z Kasprovho vrchu na chatu: 1:05 h, ↑ 1:25 h
  - Délka túry z chaty na Krzyżne: 2:45 h, ↓ 2:05 h